# Musikjahr 1823
Liste der Musikjahre

◄◄ | ◄ | 1819 | 1820 | 1821 | 1822 | Musikjahr 1823 | 1824 | 1825 | 1826 | 1827 | ► | ►►

Weitere Ereignisse
Dieser Artikel behandelt das Musikjahr 1823.

## Ereignisse
- Wilhelm Müller veröffentlichte in Urania – Taschenbuch auf das Jahr 1823 das Gedicht Der Lindenbaum. Das Gedicht, dessen erste Zeile Am Brunnen vor dem Tore lautet, wird sowohl in Form eines Kunstlieds als auch in Form eines Volkslieds bekannt.

### Instrumental- und Vokalmusik (Auswahl)
- Ludwig van Beethoven: Diabelli-Variationen op. 120; Missa solemnis op. 123
- Johann Simon Mayr: La vita campestre (Kantate für Tenor und Orchester)
- Felix Mendelssohn Bartholdy: Konzert für Klavier, Violine und Streicher MWV O4, Uraufführung privat am 25. Mai
- Gioachino Rossini: Omaggio pastorale (Kantate)
- Franz Schubert: Die schöne Müllerin (Liederzyklus)
- Ferdinand Ries: Abschieds-Konzert von England für Pianoforte und Orchester a-Moll op. 132
- Friedrich Ernst Fesca: Der 103. Psalm für vier Singstimmen, Chor und Orchester op. 26; 5 Gesänge für ein und zwei Singstimmen und Klavier op. 27; Gesang An die heilige Caecilia für vier Singstimmen WoO 5

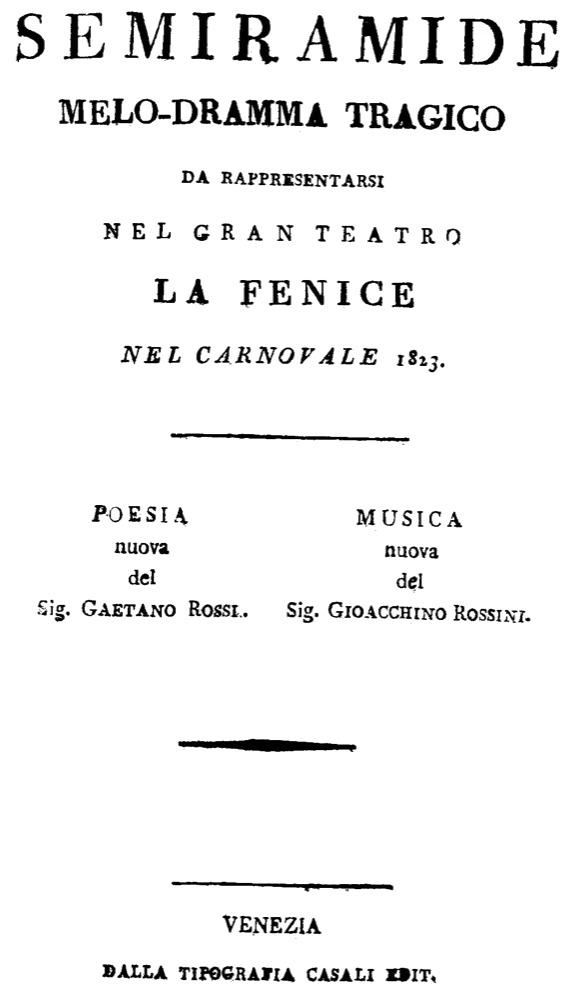
Gioachino Rossini – Semiramide – Titelseite des Librettos, Venedig 1823

### Musiktheater
- 18. Januar: Uraufführung der Oper Didone abbandonata von Saverio Mercadante. Der Stoff aus dem frühen 18. Jahrhundert wurde bis heute von mehr als 60 Komponisten vertont so auch von Mercadante.
- 03. Februar: Die Uraufführung der Oper Semiramide (Semiramis) von Gioachino Rossini nach einem Libretto von Gaetano Rossi findet am Teatro La Fenice in Venedig statt. Die Titelrolle schrieb Rossini für seine Frau Isabella Colbran.
- 15. Februar: Die Oper Cordelia von Conradin Kreutzer mit dem Libretto von Pius Alexander Wolff wird am Theater am Kärntnertor in Wien uraufgeführt. Nicht zuletzt dank ihrer ersten Interpretin Wilhelmine Schröder wird die Oper zu einem außerordentlichen Erfolg.
- 11. April: Die romantische Oper Sulmona von Peter Joseph von Lindpaintner wird in Stuttgart uraufgeführt.
- 28. Juni: Uraufführung der Oper Abufar, ossia La famiglia araba von Michele Carafa im Theater am Kärntnertor in Wien.
- 02. Juli: Uraufführung der Oper Alfredo il Grande von Gaetano Donizetti in Neapel.
- 28. Juli: Uraufführung der Oper Jessonda von Louis Spohr in Kassel.
- 23. August: Uraufführung der Oper Temistocle von Giovanni Pacini. Es ist die letzte von vielen Vertonungen dieses Stoffs aus frühen 18. Jahrhundert.
- 03. September: Uraufführung der Oper Il fortunato inganno von Gaetano Donizetti in Neapel.
- 16. September: Uraufführung der Oper Le valet de chambre von Michele Carafa an der Opéra-Comique, Paris
- 25. Oktober: Uraufführung der Oper Euryanthe von Carl Maria von Weber im Theater am Kärntnertor in Wien.
- 20. November: Uraufführung der Oper Sigune, von Conradin Kreutzer im Theater an der Wien in Wien.
- 01. Dezember: Die Uraufführung der zweiten Fassung der Oper Libussa von Conradin Kreutzer findet in Berlin statt.
- 15. Dezember: Uraufführung der Oper La France et l’Espagne, von François-Adrien Boieldieu in Paris, (Hôtel de Ville).
- 20. Dezember: Uraufführung des Schauspiels Rosamunde von Helmina von Chézy mit der Bühnenmusik von Franz Schubert im Theater an der Wien in Wien.
- 27. Dezember: Uraufführung der Oper Demetrio von Johann Simon Mayr in Turin. Es ist Mayrs letzte Oper.

Weitere Werke
- Franz Schubert: Die Verschworenen (Oper, fertiggestellt 1823, Uraufführung 1861); Fierrabras (Oper, fertiggestellt 1823, Uraufführung 1897)
- Giovanni Pacini: La vestale (Oper)
- Saverio Mercadante: Gli sciti (Oper); Costanzo ed Almeriska (Oper)
- Ferdinand Hérold: Le Muletier (Oper); Vendôme en Espagne (Oper) zusammen mit Auber.
- Luigi Ricci: L’impresario in angustie (Oper)
- Joseph Weigl: Die eiserne Pforte, (Oper in zwei Akten).

## Geboren
- 03. Januar: Jacques-Nicolas Lemmens, belgischer Organist und Komponist († 1881)
- 15. Januar: Josef Seiler, deutscher Dichter, Komponist und Organist († 1877)
- 24. Januar: Wilhelm Franz Speer, deutscher Komponist, Organist und Chordirigent († 1898)
- 27. Januar: Édouard Lalo, französischer Komponist († 1892)
- 31. Januar: Elise Polko, deutsche Dichterin und Sängerin († 1899)
- 07. Februar: Richard Genée, österreichischer Librettist, Bühnenautor und Komponist († 1895)
- 22. Februar: Louise Köster, deutsche Sängerin († 1905)

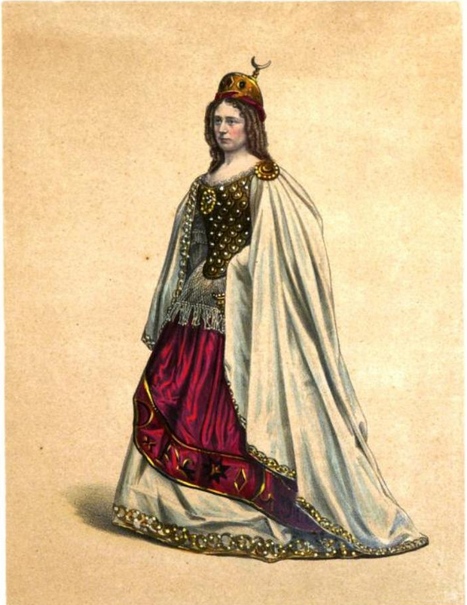
Louise Köster; * 22. Februar

- 23. Februar: Adolph Kullak, deutscher Pianist und Musikschriftsteller († 1862)
- 01. März: Karl Heinrich Georg Davin, deutscher Organist, Seminarlehrer und Komponist († 1884)
- 02. März: Louise von Strantz, deutsche Sängerin, Dichterin und Komponistin († 1909)
- 09. März: Iraclie Porumbescu, rumänisch-orthodoxer Priester. Liedermacher und Schriftsteller († 1896)
- 20. März: Adolf Franckel, österreichischer Regisseur und Theaterdirektor († 1896)
- 04. April: Madeleine Nottes, deutsche Opernsängerin († 1861)
- 08. April: Rosina Penco, italienische Opernsängerin († 1894)
- 15. April: Louis Wandelt, deutscher Pianist und Musikpädagoge († 1871)
- 16. Mai: Johann Král, böhmischer Viola-Spieler († 1912)
- 30. Juni: Selmar Bagge, deutscher Komponist († 1896)
- 27. Juli: Melanie Lewy, österreichische Harfenistin († 1856)
- 07. August: Faustina Hasse Hodges, US-amerikanische Komponistin und Organistin († 1895)
- 16. September: Johann Georg Goldschmidt, königlich preußischer Musikdirektor und Leutnant († 1903)
- 13. Oktober: Immanuel Faißt, deutscher Komponist und Hochschullehrer († 1894)
- 21. Oktober: Emilio Arrieta, spanischer Komponist († 1894)
- 20. November: Edmond Dédé, US-amerikanischer Komponist und Geiger († 1903)
- 29. November: Juri Nikolajewitsch Golizyn, russischer Komponist († 1872)
- 10. Dezember: Theodor Kirchner, deutscher Komponist, Dirigent, Organist und Pianist († 1903)
- 23. Dezember: Juliette Dillon, französische Pianistin, Klavierimprovisatorin, Organistin, Komponistin und Musikschriftstellerin († 1854)
- 25. Dezember: Edmund Chipp, britischer Organist und Komponist († 1886)

## Gestorben
- 01. Januar: Franz Peter Anton Mooser, österreichischer Orgelbauer (* 1773)
- 16. Februar: Johann Gottfried Schicht, deutscher Komponist, Gewandhauskapellmeister, Thomaskantor (* 1753)

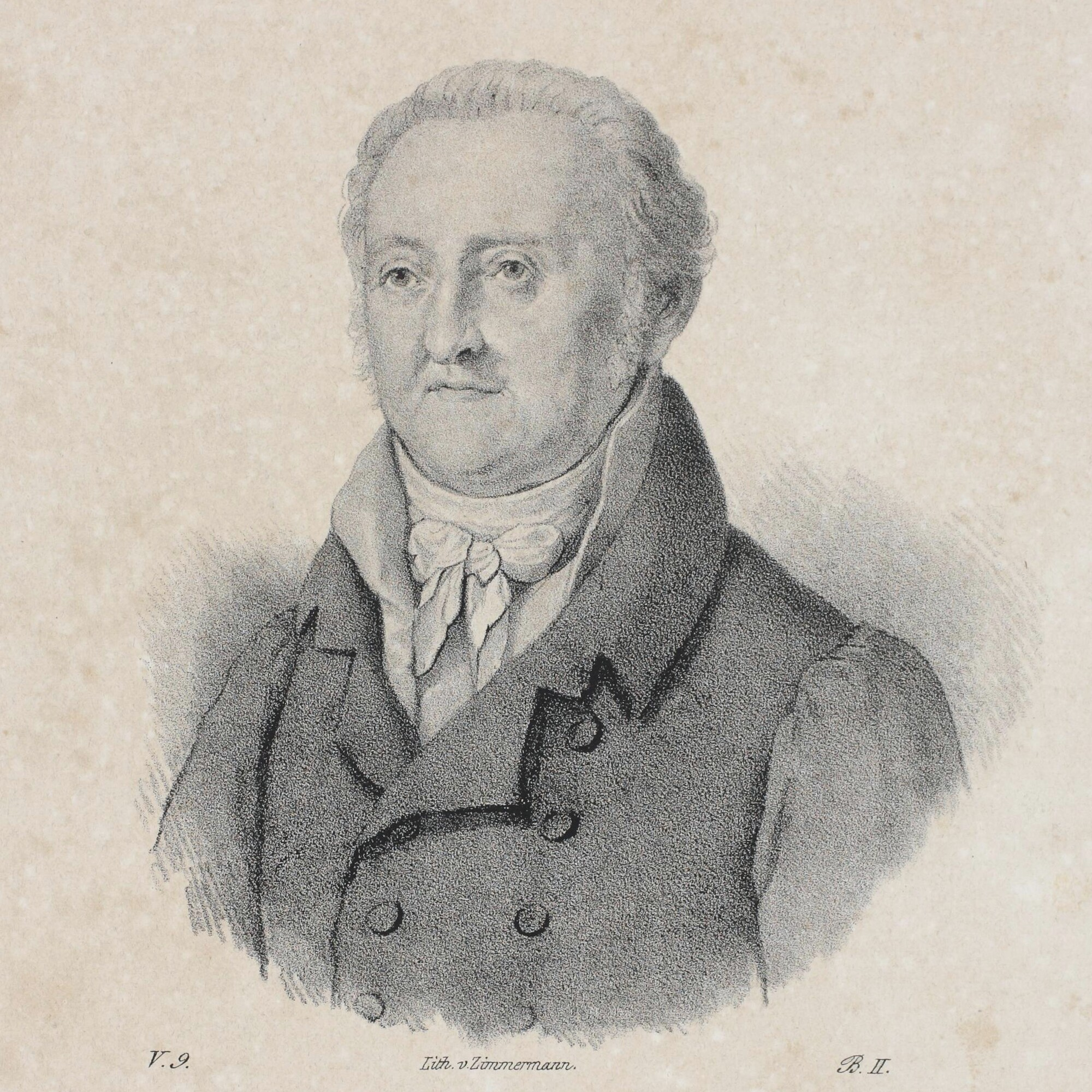
Johann Gottfried Schicht; † 16. Februar

- 01. März: Pierre-Jean Garat, französischer Sänger (Bariton) (* 1762)
- 15. Mai: Antonín František Bečvařovský, tschechischer Komponist (* 1754)
- 17. Mai: Giambattista Dall’Olio, italienischer Musiker (* 1739)
- 18. Mai: Anton Grams, österreichischer Violinvirtuose (* 1752)
- 31. Mai: Jakob Graß, österreichischer Orgelbauer (* 1774)
- 31. Mai: Friedrich Wilhelm Loder, deutscher Kirchenlieddichter und Verwaltungsbeamter (* 1757)
- 20. Juni: Theodor von Schacht, deutscher Komponist (* 1748)
- 25. Juni: Johann Joseph Klein, deutscher Musiktheoretiker (* 1740)
- 28. Juni: Johann Andreas Seebach, deutscher Organist (* 1777)
- 30. August: Sophie Stokar, Schweizer Sopranistin (* 1790)
- 23. Oktober: Marcos Coelho Neto, brasilianischer Komponist (* 1763)
- 15. November: Luigi Caruso, italienischer klassischer Komponist und Kapellmeister (* 1754)